# یورگ هوبه
یورگ هوبه (آلمانی: Jörg Hube؛ ۲۲ نوامبر ۱۹۴۳ – ۱۹ ژوئن ۲۰۰۹) بازیگر اهل آلمان بود.
از فیلم‌ها یا سریال‌های تلویزیونی که وی در آن نقش داشته‌است، می‌توان به ترانس‌آتلانتیس، روباه پیر، سوفی شول، روزهای آخر و ماشین اسباب‌بازی سرخ آتشین اشاره کرد.